# Karezza
Karezza, inaczej stosunek bez wytrysku lub coitus reservatus (czyli dosłownie „stosunek powstrzymywany”, w odróżnieniu od stosunku przerywanego, czyli coitus interruptus; znane w Tao jako "cai Yin pu Yang" lub "cai Yang pu Yin"),, w tantrze występuje jako "avagraha") – bardzo wydłużony stosunek płciowy (mogący występować w pozycji jab-jum) mający na celu jak najdłuższe utrzymanie obojga osób w fazie silnego pobudzenia (tzw. faza plateau), bez wytrysku nasienia.
Termin Karezza został ukuty przez amerykańską działaczkę z końca XIX wieku Alice Bunker Stockham. W książce Karezza: Ethics of Marriage z 1896 roku zalecała tę praktykę jako sposób na osiągnięcie "prawdziwego małżeństwa" opartego na wzajemnej miłości.